# ダイユウサク
ダイユウサク（欧字名:Dai Yusaku、1985年6月12日 - 2013年12月8日）は、日本の競走馬、種牡馬。主な勝ち鞍は1991年の有馬記念（GI）、金杯（西）（GIII）。有馬記念では14番人気にもかかわらず、圧倒的1番人気のメジロマックイーンを差し切り、レコードタイムで優勝した。

## 生涯

### 誕生までの経緯
クニノキヨコは、1977年生まれの牝馬であった。父ダイコーターは、橋元幸吉が所有し中途で上田清次郎に売却、1965年の菊花賞などを制した。母クニノハナは、実業家の内藤博司が所有し、1970年のビクトリアカップを制した。クニノキヨコは、栗東トレーニングセンター所属で内藤博司の弟である内藤繁春調教師の下でデビューし、9戦1勝の成績を残して繁殖牝馬となった。
1982年に初仔となる父ハシコトブキの牝馬を産むと、その後は2年連続でカーネルシンボリが交配されている。優駿牧場では、ハシコトブキやグロリアスオーなどを繁殖牝馬の相手にすることが多かった。
そして繁殖生活4年目のクニノキヨコには特別にノノアルコが交配され、1985年6月12日に4番仔として鹿毛の牡馬（後のダイユウサク）が誕生したのだった。

### デビュー前
6月という遅生まれで牧場では他の馬と離れて独りでいることが多く、引っ込み思案の性格であったという。人間にも馴染めず逃げ回り、しばしば手加減するくらいであった。牧場では稀なノノアルコの仔で、牧場長の中野富夫は期待をしていた。しかし、2歳となっても性格は変わらず、馴致（しつけ）を施しても逆らうような動きがなかった。中野の妻が乗ることができたほどおとなしく、中野は期待外れと感じていた。
生まれた直後の姿は繁春による評価は高かったものの、成長するにつれて体つきが変わってしまったためタイトル獲得を諦めてしまっていた。母クニノキヨコ譲りで腰が弱く、強めに走らせるとダメになると考えられ、3歳時にはあまり騎乗することができなかった。3歳12月、内藤繁春厩舎に入厩した。
橋元幸吉の弟である橋元幸平が、優駿牧場と半々で持ち合う「仔分け」の形式で所有。幸平は、母父のダイコーターの「ダイ」に孫の名前「幸作」を組み合わせて「ダイコウサク」と命名した。しかし、繁春が「コ」を「ユ」と見間違え「ダイユウサク」と登録されてしまった。書類は当時内藤厩舎に所属しており後に主戦騎手となる熊沢重文が記載したのだといい、後年熊沢の引退式の際に「『コ』の下の棒を少し長く書いて『ユ』として申請してしまった」と紹介された。

### 競走馬時代

#### 4歳 - 5歳（1988 - 89年）
1988年10月30日、京都競馬場の400万円以下に溝橋秀吉が騎乗しデビュー。しかし、勝ち馬に13秒遅れたタイムオーバーで入線し、次走の福島競馬場未勝利戦も勝ち馬から7秒3遅れたタイムオーバーで入線した。繁春は障害競走への転向を検討したが、腰の弱さから危険と判断し断念。さらに幸吉が馬を所有している愛知県競馬への移籍を検討するも、賞金を獲得していないため移籍は不可能だった。一時は引退し、乗馬への転向も考えられていた。ダイユウサク担当の厩務員や他の厩務員が担当することを嫌がり、2走目の後から繁春厩舎の未勝利馬を主に担当していた若手厩務員の平田修まで巡ってきた。
5歳春となり、小倉競馬場に参戦する予定であったが、出発当日に発熱して小倉行きを断念。続く中京競馬場での開催に移動しての追い切りでは、900万円以下の馬と併せると大きく差を広げ先着して期待させたがソエを発症、出走を強行させたものの転倒寸前の走りとなってしまった。
1989年4月16日、新潟競馬場の400万円以下を出口隆義が騎乗して出走。好スタートから先行し勝利すると枠連3万1640円という高配当を演出した。初勝利後は新潟競馬場で1戦した後、京都競馬場の400万円以下で2勝目を挙げる。このレースに騎乗し、繁春厩舎に所属していた熊沢重文が以降も主戦騎手として騎乗を続けている。その後は6月の中京競馬場での御嶽特別（900万円以下）で3勝目を挙げると、高松宮杯（GII）に格上挑戦で重賞初出走し、7着に敗れた。
夏までは、脚に痛みを伴ったまま走っていた。患部の冷却と、負担を小さくするために、当時はあまり用いられていなかったプールによる調教が施され、脚の痛みは治癒した。
秋になると自己条件の900万下条件戦を2連勝。9月の900万円以下（阪神競馬場、芝1200メートル）ではコースレコードを更新しての勝利。昇級した1500万円以下ではたびたび1番人気に推されたが、勝利するには至らなかった。

#### 6歳 - 7歳（1990 - 91年）
6歳になり半年の休養後、6月のCBC賞から復帰（格上挑戦で4着）。自己条件に戻ってジュライステークスで4着、再び格上挑戦したセントウルステークスで3着となった後、自己条件のムーンライトハンデキャップで村本善之とのコンビで勝ち、ついにオープン馬になった。
GI初挑戦となった第102回天皇賞（秋）でも村本とのコンビで挑んだが、結果は7着に終わった。ただ、同レースの1番人気で6着に終わったオグリキャップとは半馬身差だった。天皇賞後はトパーズステークス・飛鳥ステークスとオープン特別を2連勝する。
7歳になった年明け、京都で行われた金杯（西）で1番人気で優勝、1991年最初の重賞レースで重賞初制覇を果たす。次走の産経大阪杯でホワイトストーンの2着後、裂蹄のため半年間休養。秋に復帰すると、京都大賞典5着・スワンステークス4着・マイルチャンピオンシップ5着と掲示板を確保し好走した。
マイルチャンピオンシップ出走後、騎手の熊沢と厩務員の平田が話し合い「スプリンターズステークスに挑戦し、ダイユウサクにGIを獲らせたい」と繁春に進言したが拒否された。しかし繁春は「このレースで勝てれば、有馬記念に推薦で出走できるのではないか」という意図をもって、有馬記念の2週前に行われるオープン特別・阪神競馬場新装記念にダイユウサクを出走させる。

### 第36回有馬記念
繁春の期待通りに阪神競馬場新装記念を制すると、日本中央競馬会から有馬記念出走の推薦馬に指定され、有馬記念へ参戦することが決まった。
出走1週間前の土曜日の夜、繁春が「5枠の馬でダイユウサクが勝利する」という夢を見ていたという。月曜日に北海道の牧場に向かい、夕食中に「ダイユウサクが5の枠引いたら、お前ら買えよ、千円ずつ買って取られても、弁償してやるから」と宣言していた。木曜日の調教では、ゼッケン番号「5」が割り当てられ、公開枠順抽選会では5枠8番に選ばれた。繁春は勝利すると確信、表彰式に出席するため正装で中山競馬場へ入場した。
4歳馬勢は皐月賞・東京優駿を無敗で制した二冠馬のトウカイテイオーが東京優駿後に骨折が判明し休養。菊花賞を制したレオダーバン、2着のイブキマイカグラがいずれも脚部不安により直前になって出走を取り止め、ツインターボ・ナイスネイチャ・フジヤマケンザンの3頭が出走。
古馬勢は第104回天皇賞（秋）でプレクラスニーへ6馬身差をつける1位入線後に進路妨害で18着へ降着、ジャパンカップではゴールデンフェザントの末脚に屈して4着に敗れたメジロマックイーンへ注目が集まり、単勝オッズ1.7倍の1番人気に推された。その他、オサイチジョージ・メジロライアン・ダイタクヘリオスなど全15頭が出走した。
ダイユウサクは単勝オッズ137.9倍のブービー14番人気での支持となったが、デビュー以来最高の状態で出走した。熊沢も直前の調教においてこれまでで一番調子が良いという手応えを感じており、繁春と同じく無様なレースはしないという確信があったという。
スタートからツインターボが後続を離し、前半の1000メートル通過が59秒0のハイペースで逃げたが、第3コーナーで追いつかれ一団となった。先行したプレクラスニーが馬場の内側から進出し、第4コーナーで先頭に立つ。しかし、最後の直線でその内からダイユウサクが伸びてプレクラスニーとダイタクヘリオスを一気にかわし、ジワジワ迫ってきたメジロマックイーンにも1馬身1/4の差をつけて勝利。ダイユウサクは同年最後の重賞も制覇したのだった。
走破タイム2分30秒6は、従来のコースレコード及びレースレコードである1989年の第34回有馬記念でイナリワンが記録した2分31秒7を1.1秒更新し、日本レコードとなった。なお、7歳で有馬記念を制したのはスピードシンボリ・グリーングラスに次ぐ3頭目である。
単勝式の配当は1万3790円と、有馬記念史上初の万馬券が記録され、1991年の単勝式最高配当となった。馬番連勝式は3億1832万票の内、的中は309万票で、配当は7600円であった。
熊沢は有馬記念初参戦で初制覇、1988年にコスモドリームでオークスを制して以来のGI勝利、さらには自身の3週連続重賞制覇（愛知杯：ヤマニンフォックス・ウインターステークス：ナリタハヤブサ・有馬記念：ダイユウサク）となった。
馬主の橋元幸平は「有馬記念に勝てる訳がない」と思い中山競馬場へ観戦に行かず、愛知県名古屋市で取引先の忘年会に出席。抜け出してテレビで観戦していたところ、ブービー人気での勝利に絶叫した。ちなみに表彰式は橋元の娘など関係者が代行で出席しており、橋元からは「ディズニーランドに行って、そのついでに中山にでも行っておいで」と言われていたとのことで、有馬記念の方がおまけ扱いであった。
また、ダイユウサクの大駆けにフジテレビで実況していた堺正幸アナウンサーが、ゴール寸前に思わず「これはビックリ、ダイユウサク！！」と叫ぶほどだった。

#### 8歳（1992年）
有馬記念制覇後も現役を続行。しかし大阪杯6着など6戦していずれも5着以内に入れず、10月31日のスワンステークス15着を最後に引退となった。

## 引退後
引退後、新冠の八木牧場で種牡馬となった。残した産駒が計17頭と少なかったこともあり、東海公営の重賞・グランドミックス（名古屋）を制したグランオラシオンらを出すに止まった。
1998年に種牡馬を引退し、観光施設・うらかわ優駿ビレッジAERUで余生を送っていたが、2013年12月8日に老衰で死亡した。
うらかわ優駿ビレッジAERUではニッポーテイオーやウイニングチケットらと仲が良かった。

## 競走成績
以下の内容は、netkeiba.com及びJBISサーチの情報に基づく。
| 競走日 | 競走日 | 競走日 | 競馬場 | 競走名              | 格   | 距離（馬場）  | 頭 数 | 枠 番 | 馬 番 | オッズ （人気） | 着順     | タイム （上がり3F） | 着差     | 騎手      | 斤量 [kg] | 1着馬（2着馬）         |
| ------ | ------ | ------ | ------ | ------------------- | ---- | ------------- | ----- | ----- | ----- | --------------- | -------- | ------------------- | -------- | --------- | --------- | ---------------------- |
| 1988   | 10.    | 30     | 京都   | 4歳上400万下        |      | ダ1800m（良） | 11    | 5     | 5     | 056.1（10人）   | 11着     | 2:06.7（62.3）      | 13.0     | 0溝橋秀吉 | 55        | キョウエイウエルス     |
|        | 11.    | 12     | 福島   | 4歳未勝利           |      | 芝1800m（良） | 14    | 3     | 4     | 081.3（13人）   | 14着     | 2:00.0（43.5）      | 07.3     | 0原田聖二 | 55        | キョウエイタッチ       |
| 1989   | 03.    | 18     | 中京   | 5歳上400万下        |      | ダ1700m（良） | 10    | 7     | 7     | 008.40（4人）   | 05着     | 1:51.9（41.5）      | 00.7     | 0溝橋秀吉 | 56        | エイシンカンサイ       |
|        | 03.    | 25     | 中京   | 5歳上400万下        |      | ダ1000m（不） | 16    | 1     | 2     | 011.90（7人）   | 08着     | 1:02.1（38.8）      | 00.7     | 0溝橋秀吉 | 56        | アスコットジャガー     |
|        | 04.    | 16     | 新潟   | 5歳上400万下        |      | ダ1700m（重） | 12    | 7     | 9     | 026.7（10人）   | 01着     | 1:47.4（39.0）      | -0.5     | 0出口隆義 | 56        | （ハクサンコペル）     |
|        | 04.    | 29     | 新潟   | 三条特別            | 4下  | ダ1200m（重） | 8     | 4     | 4     | 010.70（5人）   | 04着     | 1:13.8（37.6）      | 01.1     | 0出口隆義 | 56        | ギンセカイ             |
|        | 05.    | 13     | 京都   | 5歳上400万下        |      | 芝1600m（重） | 18    | 7     | 13    | 015.60（9人）   | 01着     | 1:37.9（45.3）      | -0.0     | 0熊沢重文 | 56        | （グレートナポレオン） |
|        | 05.    | 27     | 阪神   | 5歳上900万下        |      | 芝2000m（良） | 13    | 3     | 3     | 003.50（1人）   | 02着     | 2:05.0（51.0）      | 00.1     | 0熊沢重文 | 55        | ヒラヨシルーキー       |
|        | 06.    | 10     | 阪神   | 鷹取特別            | 9下  | 芝2000m（重） | 12    | 6     | 8     | 005.20（3人）   | 02着     | 2:04.6（50.4）      | 00.1     | 0熊沢重文 | 55        | ワンダーメルベーユ     |
|        | 06.    | 25     | 中京   | 御嶽特別            | 9下  | 芝2000m（重） | 15    | 7     | 12    | 002.90（1人）   | 01着     | 2:01.6（36.5）      | -0.2     | 0熊沢重文 | 55        | （ミントスター）       |
|        | 07.    | 9      | 中京   | 高松宮杯            | GII  | 芝2000m（稍） | 14    | 7     | 11    | 047.8（11人）   | 07着     | 2:00.3（37.1）      | 01.4     | 0原田聖二 | 57        | メジロアルダン         |
|        | 08.    | 12     | 小倉   | はづき賞            | 9下  | 芝1800m（良） | 12    | 8     | 12    | 出走取消        | 出走取消 | 出走取消            | 出走取消 | 0熊沢重文 | 57        | センシュウルル         |
|        | 09.    | 10     | 阪神   | 4歳上900万下        |      | 芝1200m（良） | 14    | 5     | 8     | 004.30（2人）   | 01着     | R 1:08.9（45.3）    | -0.6     | 0熊沢重文 | 56        | （タイレール）         |
|        | 09.    | 30     | 阪神   | 甲東特別            | 9下  | 芝1400m（良） | 14    | 2     | 2     | 001.40（1人）   | 01着     | 1:21.8（46.5）      | -0.0     | 0熊沢重文 | 57        | （ハクヨウコマンド）   |
|        | 10.    | 22     | 京都   | 貴船S               | 14下 | ダ1400m（良） | 16    | 6     | 11    | 003.10（1人）   | 10着     | 1:26.1（50.9）      | 01.8     | 0熊沢重文 | 57        | ダンシングサム         |
|        | 11.    | 11     | 京都   | 比叡S               | 14下 | 芝2000m（良） | 14    | 5     | 7     | 003.30（1人）   | 02着     | 2:01.5（47.2）      | 00.1     | 0熊沢重文 | 57        | ミリオンハイライン     |
|        | 12.    | 03     | 京都   | ゴールデンホイップT | 14下 | 芝2000m（良） | 12    | 7     | 10    | 001.80（1人）   | 02着     | 2:00.6（48.0）      | 00.2     | 0南井克巳 | 58        | サツキオアシス         |
|        | 12.    | 16     | 阪神   | 逆瀬川S             | 14下 | 芝1600m（良） | 12    | 4     | 4     | 002.00（1人）   | 03着     | 1:35.7（48.3）      | 00.6     | 0熊沢重文 | 57.5      | メイショウマサムネ     |
| 1990   | 06.    | 24     | 中京   | CBC賞               | GII  | 芝1200m（稍） | 16    | 2     | 4     | 019.90（9人）   | 04着     | 1:09.1（35.0）      | 00.8     | 0熊沢重文 | 57        | パッシングショット     |
|        | 07.    | 07     | 中京   | ジュライS           | 15下 | 芝1200m（良） | 14    | 6     | 10    | 003.20（2人）   | 04着     | 1:09.6（34.8）      | 00.9     | 0熊沢重文 | 57        | ルイテイト             |
|        | 09.    | 09     | 中京   | セントウルS         | GIII | 芝1200m（良） | 11    | 3     | 3     | 012.10（5人）   | 03着     | 1:08.6（34.4）      | 00.1     | 0村本善之 | 55        | エーコーシーザー       |
|        | 09.    | 29     | 中京   | ムーンライトHC      | 15下 | 芝2000m（稍） | 9     | 2     | 2     | 001.60（1人）   | 01着     | 2:01.3（34.5）      | -0.6     | 0村本善之 | 58        | （ヤマヒサボーイ）     |
|        | 10.    | 28     | 東京   | 天皇賞（秋）        | GI   | 芝2000m（良） | 18    | 2     | 4     | 033.8（11人）   | 07着     | 1:59.0（36.7）      | 00.8     | 0村本善之 | 58        | ヤエノムテキ           |
|        | 11.    | 25     | 京都   | トパーズS           | OP   | 芝2000m（良） | 14    | 8     | 14    | 001.90（1人）   | 01着     | 2:00.1（46.7）      | -0.7     | 0熊沢重文 | 56        | （ニチドウサンダー）   |
|        | 12.    | 08     | 京都   | 飛鳥S               | OP   | 芝1600m（良） | 10    | 2     | 2     | 001.30（1人）   | 01着     | 1:35.0（45.2）      | -0.3     | 0熊沢重文 | 56        | （ヤグラステラ）       |
| 1991   | 01.    | 05     | 京都   | 金杯（西）          | GIII | 芝2000m（良） | 16    | 8     | 16    | 002.70（1人）   | 01着     | 2:00.1（47.7）      | -0.2     | 0熊沢重文 | 56        | （ホワイトアロー）     |
|        | 03.    | 31     | 京都   | 産経大阪杯          | GII  | 芝2000m（稍） | 10    | 2     | 2     | 003.90（3人）   | 02着     | 2:01.7（47.7）      | 00.2     | 0熊沢重文 | 57        | ホワイトストーン       |
|        | 09.    | 15     | 中京   | 朝日チャレンジC     | GII  | 芝2000m（稍） | 16    | 3     | 6     | 009.60（5人）   | 07着     | 1:59.9（35.2）      | 00.8     | 0熊沢重文 | 57        | ヌエボトウショウ       |
|        | 10.    | 06     | 京都   | 京都大賞典          | GII  | 芝2400m（良） | 7     | 3     | 3     | 009.30（3人）   | 05着     | 2:28.5（49.2）      | 02.0     | 0熊沢重文 | 57        | メジロマックイーン     |
|        | 10.    | 26     | 京都   | スワンS             | GII  | 芝1400m（良） | 16    | 5     | 9     | 013.90（6人）   | 04着     | 1:20.9（46.2）      | 00.3     | 0熊沢重文 | 57        | ケイエスミラクル       |
|        | 11.    | 17     | 京都   | マイルCS            | GI   | 芝1600m（良） | 15    | 6     | 10    | 015.40（5人）   | 05着     | 1:35.3（46.8）      | 00.5     | 0熊沢重文 | 57        | ダイタクヘリオス       |
|        | 12.    | 07     | 阪神   | 阪神競馬場新装記念  | OP   | 芝1600m（良） | 16    | 7     | 13    | 003.70（2人）   | 01着     | 1:36.1（49.0）      | -0.1     | 0熊沢重文 | 59        | （ステイジヒーロー）   |
|        | 12.    | 22     | 中山   | 有馬記念            | GI   | 芝2500m（良） | 15    | 5     | 8     | 137.9（14人）   | 01着     | R 2:30.6（35.3）    | -0.2     | 0熊沢重文 | 56        | （メジロマックイーン） |
| 1992   | 04.    | 5      | 阪神   | 産経大阪杯          | GII  | 芝2000m（良） | 8     | 7     | 7     | 017.10（4人）   | 06着     | 2:07.1（47.9）      | 00.8     | 0熊沢重文 | 59        | トウカイテイオー       |
|        | 04.    | 26     | 京都   | 天皇賞（春）        | GI   | 芝3200m（良） | 14    | 2     | 2     | 046.00（5人）   | 09着     | 3:24.0（51.0）      | 04.0     | 0熊沢重文 | 58        | メジロマックイーン     |
|        | 05.    | 17     | 東京   | 安田記念            | GI   | 芝1600m（良） | 18    | 6     | 11    | 021.80（8人）   | 08着     | 1:34.6（36.8）      | 00.8     | 0熊沢重文 | 57        | ヤマニンゼファー       |
|        | 06.    | 14     | 阪神   | 宝塚記念            | GI   | 芝2200m（良） | 13    | 7     | 11    | 011.50（4人）   | 08着     | 2:21.8（54.1）      | 03.2     | 0熊沢重文 | 56        | メジロパーマー         |
|        | 07.    | 12     | 中京   | 高松宮杯            | GII  | 芝2000m（稍） | 18    | 8     | 18    | 009.30（5人）   | 14着     | 2:02.7（39.2）      | 02.1     | 0熊沢重文 | 59        | ミスタースペイン       |
|        | 10.    | 31     | 京都   | スワンS             | GII  | 芝1400m（良） | 16    | 5     | 10    | 015.30（6人）   | 15着     | 1:23.8（46.8）      | 02.4     | 0熊沢重文 | 59        | ディクターガール       |

- Rはレコードタイムを表す。

## エピソード
- 装蹄師は、1991年の有馬記念でダイユウサクとワンツーフィニッシュを果たしたメジロマックイーンも担当していた西内荘であった。
- ふなっしーは1991年度有馬記念で最も馬券的な意味で大負けしたと語ったことがある[26]。
- 1991年のダイユウサクは年初に行われる重賞である金杯（西）と年末に行われる有馬記念を制しており、この年の年初と年末の重賞を制した競走馬となった[27]。
- 熊沢は1991年度有馬記念の後、 平田と祝杯を上げるつもりで、缶ビールを2本持って中山の出張馬房を訪ねたという。しかし、 誰もおらず、しばらく待っていたが誰も帰ってこないため、仕方なくダイユウサクと乾杯した。新幹線の時間が迫っていたため、『先にダイユウサクと乾杯しておきました。あとで飲んでください』というメモと缶ビールを置いて帰ったという[28]。また、同レースでダイユウサクに騎乗するために中山競馬場へ行く時、その場所への行き方を知らなかった[29]。
- ダイユウサクを担当していた平田は調教師になった影響に関してダイユウサクの存在が大きいと語っており、「もしあいつが居なかったらまだ厩務員をしていたんじゃないかな」と語っている[30]。

## 血統表
| ダイユウサクの血統        | ダイユウサクの血統           | ダイユウサクの血統  | （血統表の出典）    | （血統表の出典） |
| 父系                      | ニアークティック系           | ニアークティック系  | ニアークティック系  | [ § 2 ]          |
| 父 *ノノアルコ 1971 鹿毛  | 父の父Nearctic 1954 黒鹿毛   | Nearco              | Pharos              | Pharos           |
| 父 *ノノアルコ 1971 鹿毛  | 父の父Nearctic 1954 黒鹿毛   | Nearco              | Nogara              |                  |
| 父 *ノノアルコ 1971 鹿毛  | 父の父Nearctic 1954 黒鹿毛   | Lady Angela         | Hyperion            | Hyperion         |
| 父 *ノノアルコ 1971 鹿毛  | 父の父Nearctic 1954 黒鹿毛   | Lady Angela         | Sister Sarah        |                  |
| 父 *ノノアルコ 1971 鹿毛  | 父の母Seximee 1966 栗毛      | Hasty Road          | Roman               | Roman            |
| 父 *ノノアルコ 1971 鹿毛  | 父の母Seximee 1966 栗毛      | Hasty Road          | Traffic Court       |                  |
| 父 *ノノアルコ 1971 鹿毛  | 父の母Seximee 1966 栗毛      | Jambo               | Crafty Admiral      | Crafty Admiral   |
| 父 *ノノアルコ 1971 鹿毛  | 父の母Seximee 1966 栗毛      | Jambo               | Bank Account        |                  |
| 母 クニノキヨコ 1977 鹿毛 | 母の父ダイコーター 1962 鹿毛 | *ヒンドスタン       | Bois Roussel        | Bois Roussel     |
| 母 クニノキヨコ 1977 鹿毛 | 母の父ダイコーター 1962 鹿毛 | *ヒンドスタン       | Sonibai             |                  |
| 母 クニノキヨコ 1977 鹿毛 | 母の父ダイコーター 1962 鹿毛 | *ダイアンケー       | Lillolkid           | Lillolkid        |
| 母 クニノキヨコ 1977 鹿毛 | 母の父ダイコーター 1962 鹿毛 | *ダイアンケー       | Bonnie Luna         |                  |
| 母 クニノキヨコ 1977 鹿毛 | 母の母クニノハナ 1967 黒鹿毛 | *ネヴァービート     | Never Say Die       | Never Say Die    |
| 母 クニノキヨコ 1977 鹿毛 | 母の母クニノハナ 1967 黒鹿毛 | *ネヴァービート     | Bride Elect         |                  |
| 母 クニノキヨコ 1977 鹿毛 | 母の母クニノハナ 1967 黒鹿毛 | アキイヅミ          | クリノハナ          | クリノハナ       |
| 母 クニノキヨコ 1977 鹿毛 | 母の母クニノハナ 1967 黒鹿毛 | アキイヅミ          | アサミドリ          |                  |
| 母系(F-No.)               | 2号族(FN:2-c)                | 2号族(FN:2-c)       | 2号族(FN:2-c)       | [ § 3 ]          |
| 5代内の近親交配           | 5代内アウトブリード          | 5代内アウトブリード | 5代内アウトブリード | [ § 4 ]          |
| 出典                      | 1. 2. 3. 4.                  | 1. 2. 3. 4.         | 1. 2. 3. 4.         | 1. 2. 3. 4.      |

- 祖母クニノハナはエリザベス女王杯の前身・ビクトリアカップの第1回優勝馬。